# Hablainville
Hablainville – miejscowość i gmina we Francji, w regionie Grand Est, w departamencie Meurthe i Mozela.
Według danych na rok 1990 gminę zamieszkiwały 162 osoby, a gęstość zaludnienia wynosiła 21 osób/km² (wśród 2335 gmin Lotaryngii Hablainville plasuje się na 883. miejscu pod względem liczby ludności, natomiast pod względem powierzchni na miejscu 770.).